# Оптимизъм
Оптимизмът (на английски: Optimism) е философски възглед, че всичко на света е добро и върви към по-добро. Към него се отнасят и следните други определения:
- бодро и жизнерадостно световъзприемане, характеризиращо се с вяра в успеха, в (това, че още по-добре предстои в) бъдещето;[1]
- наклонност да виждаш все хубавото в живота, да вярваш, че ще дойде по-добро;
- склонност да се гледа от по-добрата страна на събитията или условията и да се очаква най-добрия възможен резултат;
- склонност да си изпълнен с надежда и да акцентираш върху хубавите, а не върху лошите неща във всяка ситуация;
- вярата, че в бъдещето ще се случат хубави неща;
- вяра, че доброто в света е повече от злото, че доброто преобладава в реалността;
- вяра, че съществуващият свят е най-добрият възможен.

## Етимология
Думата "оптимизъм" произлиза от латинското: „optimus“ – най-добър, превъзходна степен на „bonus“ – добър. Вероятно е свързано с „ops“, което означава „сила, ресурси“ или „ob“ – „пред“ и наставката „tumos“ – „най-“. Според други произлиза от „optio“ – избор.
Използвана е за първи път от Готфрид Лайбниц (в Théodicée, 1710) със значение на „най-голямото добро“. Идеята на Либниц е, че живеем в „най-добрия възможен свят“, в който всеки извършва най-много добро, с цената на възможно най-малко зло. Терминът става по-популярен, след като Волтер го използва в своята сатира "Кандид" (Candide), в която го осмива. Думата „оптимист“ е използвана за първи път през 1766 г., а „оптимистично“ – през 1848 г. 

## Оптимистични движения

### „Оптимистично движение“ (Le Mouvement Optimiste)
„Оптимистично движение“ e създадено през 2001 г. от група граждани във Франция и с времето се разширява и в други европейски страни. Членовете на движението са обединени от желанието си да подкрепят един оптимистичен и отговорен подход към живота, работата и обществото, в което всеки един да може да участва активно. Имат за цел да популяризират ползите от оптимизма и да съберат повече хора, които мислят, че той може да допринесе за подобряване на човешкото здраве, поведение, взаимоотношения и представяне и че оптимизмът може да направи по-добър както отделния човек, така и обществото в дух на уважение един към друг, както и към околната среда.
Според тях за по-пълното усвояване на оптимизма е подходящо да се следват следните съвети:
- Вижте, че чашата е наполовина пълна.
- Четете само оптимистични книги.
- Правете добро на хората около вас.
- Помнете, че всичко ще бъде наред.
- Всяка седмица подарявайте по едно цвете на някого.
- Усмихвайте се повече. Дори и само на себе си.
- Срещайте се по-често с други оптимисти и положително настроени хора.
- Сложете си съобщение „Усмихни се“ или „Be happy“, което да се появява, когато си включите мобилния телефон.
- Опитайте се да направите света около вас мъничко по-добър.
- Почивайте си – всеки има нужда от това от време на време.
- Правете каквото можете, за да се получат нещата добре, и ще видите, че наистина ще става така.
- Използвайте всяка възможност да се радвате на малките неща.[3][4]